# Daniël Nederveen
Daniël Nederveen ('s-Hertogenbosch, 17 augustus 1811 - aldaar, 23 februari 1891) woonde en werkte voornamelijk in 's-Hertogenbosch als portret- en miniatuurschilder. Hij heeft ook genre- en figuurstukken gemaakt. Er is tot op heden weinig over hem gepubliceerd.

## Leven en werk
Daniël was de zoon van bleker Joannes Wilhelmus Nederveen (1781-1835) en diens tweede vrouw Maria Elisabeth Leeuw (?-1870). Hij had vijf jongere zusters.
In 1839 werkte Nederveen in Amsterdam en tien jaar later vinden wij hem terug in Groningen. In de Groninger Courant van 29 mei 1849 staat een advertentie: "D. Nederveen, alhier gearriveert tot het schilderen van portretten in miniatuur op ivoor". 
Nederveen nam deel aan tentoonstellingen van levende kunstenaars te 's-Hertogenbosch in 1828, 1839 en 1854, Amsterdam in 1846 en Groningen in 1849 en 1854. Hier exposeerde hij onder andere een 'Ecce Homo', een Groenteverkoopster, een Tekenles, een Noord-Brabants interieur met figuren, een Wijngaardenier, een Meisje (miniatuur) en diverse dames- en herenportretten, waaronder dat van koning Willem II (in miniatuur).
Het Noordbrabants Museum in 's-Hertogenbosch bezit een zelfportret in pastel van Nederveen uit 1874 (inv.nr. B 8220 PG), een portret van zijn moeder (inv.nr. 11.510), en een portret van zijn zuster Johanna Elisabeth de Booy-Nederveen (inv.nr. 11.508). In 2005 is een schilderij van de Bossche portretschilder opgedoken waarop het refugiehuis Mariënhage uit zijn geboorteplaats is afgebeeld.